# Área metropolitana de Lake Havasu City-Kingman
El Área Estadística Metropolitana de Lake Havasu City-Kingman, AZ MSA , como la denomina la Oficina de Administración y Presupuesto, es un Área Estadística Metropolitana centrada en las ciudades de Lake Havasu City y  Kingman, estado de Arizona, en  Estados Unidos,  que solo abarca el condado de Mohave. Su población según el censo de 2010 es de 200.186 habitantes.

## Comunidades
Ciudades
- Lake Havasu City (41.938 habitantes)
- Bullhead City (40.225 habitantes)
- Kingman (20.069 habitantes)
- New Kingman-Butler (14.812 habitantes)
- Mohave Valley (13.649 habitantes)
- Golden Valley (4.515 habitantes)
- Colorado City (Arizona) (3.334 habitantes)
- Desert Hills (2.183 habitantes)
- Dolan Springs (1.867 habitantes)
- Peach Springs (600 habitantes)
- Willow Valley (585 habitantes)
- Arizona Village (351 habitantes)
- Kaibab (275 habitantes) (parcialmente)
- Mesquite Creek (205 habitantes)
- Mojave Ranch Estates (28 habitantes)

Lugares no incorporados
- Beaver Dam
- Chloride
- Hackberry
- Littlefield
- Meadview
- Nothing
- Oatman
- Scenic
- Topock
- Wikieup
- Wolf Hole
- Valentine
- Yucca